# Paralelo 2 norte
El paralelo 2 Norte es un paralelo que está 2 grados al norte del plano ecuatorial de la Tierra.
Comenzando en el meridiano de Greenwich en la dirección este, el paralelo 2 Norte pasa sucesivamente por:
| País, territorio o mar          | Notas                                            |
| ------------------------------- | ------------------------------------------------ |
| Océano Atlántico                | Golfo de Guinea                                  |
| Guinea Ecuatorial               |                                                  |
| Gabón                           |                                                  |
| República del Congo             |                                                  |
| Camerún                         |                                                  |
| República del Congo             |                                                  |
| República Democrática del Congo |                                                  |
| Uganda                          |                                                  |
| Kenia                           |                                                  |
| Somalia                         |                                                  |
| Océano Índico                   |                                                  |
| Maldivas                        | Atolón Laamu                                     |
| Océano Índico                   |                                                  |
| Indonesia                       | Islas de Sumatra y Rupat                         |
| Estrecho de Malaca              |                                                  |
| Malasia                         | Johor                                            |
| Mar de la China Meridional      |                                                  |
| Indonesia                       | Bornéu - cerca de 3 km                           |
| Malasia                         | Sarawak, Borneo - cerca de 3 km                  |
| Mar de la China Meridional      |                                                  |
| Malasia                         | Sarawak, Borneo                                  |
| Indonesia                       | Bornéu                                           |
| Mar de Celebes                  |                                                  |
| Mar de las Molucas              |                                                  |
| Indonesia                       | Islas Halmahera y Morotai                        |
| Océano Pacífico                 |                                                  |
| Kiribati                        | Atolón de Marakei                                |
| Océano Pacífico                 |                                                  |
| Colombia                        |                                                  |
| Brasil                          | Cerca de 3 km                                    |
| Colombia                        |                                                  |
| Brasil                          | Cerca de 3 km                                    |
| Colombia                        |                                                  |
| Venezuela                       |                                                  |
| Brasil                          |                                                  |
| Guyana                          | Incluyendo territorio reclamado por la Venezuela |
| Brasil                          | Cerca de 8 km                                    |
| Guyana                          |                                                  |
| Surinam                         |                                                  |
| Brasil                          | Continente e isla de Maracá                      |
| Océano Atlántico                |                                                  |